# 東阿默斯特 (紐約州)
東阿默斯特（英語：East Amherst）是位於美國紐約州伊利縣的非建制地區。

## 歷史
東阿默斯特的郵局自1854年營運至今。

## 地理
東阿默斯特所處的海拔為高於海平面212米（即696英呎），而該地所採用的時區為UTC-5，即北美东部时区（EST）。同時該地設有夏令時間，為UTC-5調快一小時，即UTC-4（EDT）。